# Занга
Занга е блог система с огромна популярност в САЩ и Канада. Системата предлага на потребителите си стандартно и premium членство. Информацията в личните блогове от мрежата от приятели в Занга може да се получава в електронната поща.